# RPG (SEKAI NO OWARI의 노래)
RPG(알피지)는 SEKAI NO OWARI(세카이노 오와리)의 4번째 메이저 싱글 음반이다. 2013년 5월 1일에 토이스 팩토리에서 발매되었다.

## 개요
전작 네무리 히메 이후 약 11개월만의 싱글이다. 초회한정반 A, 초회한정반 B, 통상반 등 세 종류로 구성되어 있으며, 초회한정반 A에는 한정 라이브 CD가, 초회한정반 B에는 DVD가 특전으로 수록되어있다. 또한 통상반에는 당첨이 되면 '수수께끼 DVD'를 받을 수 있는 스크래치가 봉입(초회한정반 한정)되어 있다.
RPG는 도호 배급의 영화 《짱구는 못말려 극장판: 엄청 맛있어! B급 음식 서바이벌!》의 주제가이다. 멤버 후카세는 발매 직전에 골절하여, 지팡이를 짚고 음악 프로그램에 출연하였다.
Earth Child는 TV 아사히 《부탁이야! 랭킹》 2013년 5월 엔딩 테마 음악, Starlight Parade -CAN'T SLEEP FANTASY NIGHT Version-는 도호 배급의 영화 《오늘, 사랑을 시작합니다.》 테마 음악이다.

## 수록곡

### 초회한정반 A
CD
1. RPG (4:46)
작사 : 후카세 사토시, 후지사키 사오리
작곡 : 후카세 사토시
편곡 : 세카이노 오와리, CHRYSANTHEMUM BRIDGE
2. Earth Child / アースチャイルド(4:23)
작사 : 후지사키 사오리
작곡 : 나카지마 신이치
편곡 : 세카이노 오와리, CHRYSANTHEMUM BRIDGE
3. Starlight Parade -CAN'T SLEEP FANTASY NIGHT Version- / スターライトパレード -CAN'T SLEEP FANTASY NIGHT Version- (5:49)
작사 : 후카세 사토시
작곡 : 나카지마 신이치
편곡 : 세카이노 오와리, CHRYSANTHEMUM BRIDGE

LIVE CD
Selected Live CD of ARENA TOUR 2013 ENTERTAINMENT at 1.14 오사카 성 홀
1. スターライトパレード / 스타라이트 퍼레이드
2. 虹色の戦争 / 니지이로노 센소
3. 天使と悪魔 / 덴시토 아쿠마
4. 不死鳥 / 후시초
5. 生物学的幻想曲 / 세부츠가쿠테키 겐쇼쿄쿠
6. illusion
7. 世界平和 / 세카이 헤이와
8. Love the warz
9. 幻の命 / 마보로시노 이노치
10. 眠り姫 / 네무리 히메
11. 深い森 / 후카이 모리

### 초회한정반 B
CD
1. RPG
2. Earth Child
3. Starlight Parade -CAN'T SLEEP FANTASY NIGHT Version-

DVD
1. RPG-Show of ARENA TOUR 2013 ENTERTAINMENT at 2.23 국립 요요기 제1 체육관-
2. Earth Child-Recording Off-shot Making Movie Version-

### 통상반
CD
1. RPG
2. Earth Child
3. Starlight Parade -CAN'T SLEEP FANTASY NIGHT Version-

## 차트
일본 레코드 협회 골드
오리콘 차트
- 주간 차트 2위
- 4월 차트 5위
- 상반기 차트 29위
- 등장 횟수 25회

## 참조
- RPG 뮤직 비디오 (유튜브)